# Fort Worth Rangers
Die Fort Worth Rangers waren eine US-amerikanische Eishockeymannschaft in Fort Worth, Texas. Die Mannschaft spielte zwischen 1941 und 1949 in der American Hockey Association sowie der United States Hockey League.  

## Geschichte
Das Franchise wurde 1941 als Expansionsteam der American Hockey Association gegründet. In der Saison 1941/42, ihrer Premierenspielzeit, belegte die Mannschaft in der regulären Saison den zweiten Platz der South Division. Anschließend scheiterten sie in der zweiten Playoff-Runde. Nach der Spielzeit wurde die AHA aufgelöst und die Rangers stellten vorübergehend den Spielbetrieb ein. Als 1945 die United States Hockey League als Nachfolgewettbewerb der AHA gegründet wurde, wurden auch die Rangers reaktiviert und spielten dort, bis die Mannschaft im Anschluss an die Saison 1948/49 endgültig aufgelöst wurde.  